# Michael Vogt
Pour l’article homonyme, voir Vogt.
Michael Vogt, né le 29 décembre 1997 est un pilote suisse de bobsleigh.

## Carrière
Il remporte sa première victoire de coupe du monde en bob à deux à La Plagne le 9 décembre 2023 avec son pousseur Sandro Michel.

## Palmarès

### Championnats monde
- : médaillé de bronze en bob à 2 aux championnats monde de 2023 à Saint-Moritz[2].

### Coupe du monde
- 15 podiums : 
  - en bob à 2 : 1 victoire, 3 deuxièmes places et 9 troisièmes places.
  - en bob à 4 : 2 troisièmes places.

#### Détails des victoires en Coupe du monde
| Édition   | Bob à 2   | Bob à 4 |
| 2023-2024 | La Plagne |         |